# Sandra Sepúlveda
Sandra Sepúlveda, née le 3 mars 1988 à Bello (Colombie), est une footballeuse internationale colombienne qui évolue au poste de gardien de but.
Elle participe à deux reprises à la Coupe du monde féminine, en 2011 et 2015. Elle dispute également les Jeux olympiques d'été de 2012 et 2016.
Elle est élue meilleur gardienne de but de la Copa América féminine 2014.